# أبولودوروس الدمشقي
أبولودوروس الدمشقي (بالإغريقية: Ἀπολλόδωρος) (بالفرنسية: Apollodore de Damas) وهو معماري ومخطط مدن، ولد في دمشق عام 60 م في ولاية سوريا الرومانية، وتوفي في عام 125 م. بالرغم من اسمه الإغريقي، إلا أن أبولودوروس نبطي عربي من مملكة الأنباط. واشتهر باتقانه للمعمار النبطي. كانت سوريا ضمن الإمبراطورية الرومانية حيث ولد وعاش أبولودوروس الدمشقي. اشتهرت مدينته دمشق بعمارتها وعراقتها وغب من مائها العذب، وتغذى بخيراتها، وفتن بفنون العمارة والإبداع في الفترة الرومانية في سوريا.

## الاسم
يأتي الاسم نتيجة الاتصال الكبير والتعايش الطويل بين اليونانيين القدماء، والأنباط والتدمريين. أبولودور جميل الرجولة. فيه مهابة ذو سمات شرقية واضحة. متين البنية، نبيل القسمات، متوازن الشخصية، جسوراً، قوياً، يتصدى لأصعب المعضلات التقنية والفنية. موهبته المتميزة، والفذة فرضت احترامه على المجتمع الروماني رغم أنه لم يكن ارستقراطياً. لم تظهر له أعمال في سوريا إلا أنه وخلال أعمال إصلاح معبد جوبيتير (جامع بني أمية الكبير حالياً) بدمشق ظهرت أحد الأعمدة المنهارة من أنقاض معبد جوبيتير التي تحمل اسم أبولودوروس. فيما يرجح أن يكون لأبولودور إسهام في تصميم وإنشاء هذا المعبد. لا يوجد ذكر لأبولودوروس في الموسوعات العربية غير أن كنية هذا العبقري «الدمشقي» كانت تسقط دائماً في بعض الموسوعات الغربية كما فعل ول ديورنت حينما ذكر أبولودور السوري، وموسوعة لاروس الفرنسية أوردت أبولودور بصفته دمشقياً.

## علاقته بترجان
تعود صداقة أبولودوروس والإمبراطور ترجان إلى الفترة التي كان فيها والد ترجان والياً على سوريا، وكان ترجان قد عمل محامياً عسكرياً. يعتبر الرومان إن حكم الإمبراطور ترجان الذي حكم روما ما بين العام 98-117م عهد الأزمنة السعيدة.

## بعض منجزاته
- الجسر العملاق على نهر الدانوب
- عمود ترجان.

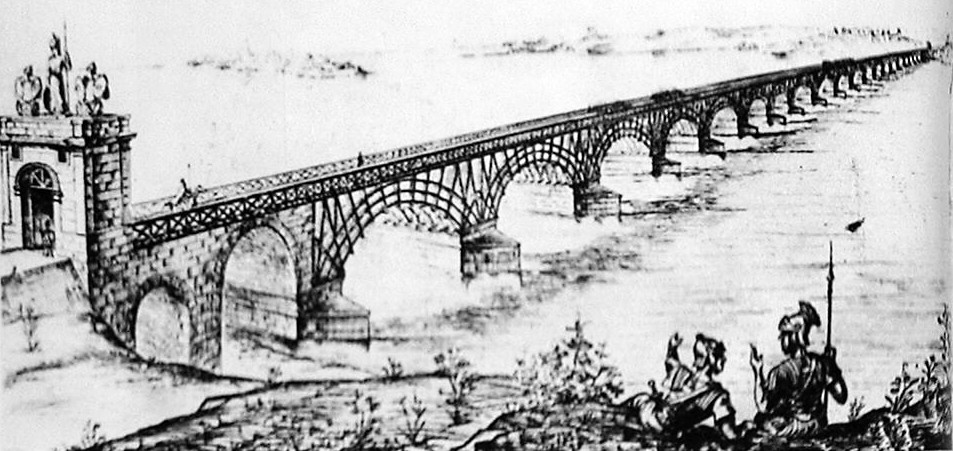
جسر على الدانوب

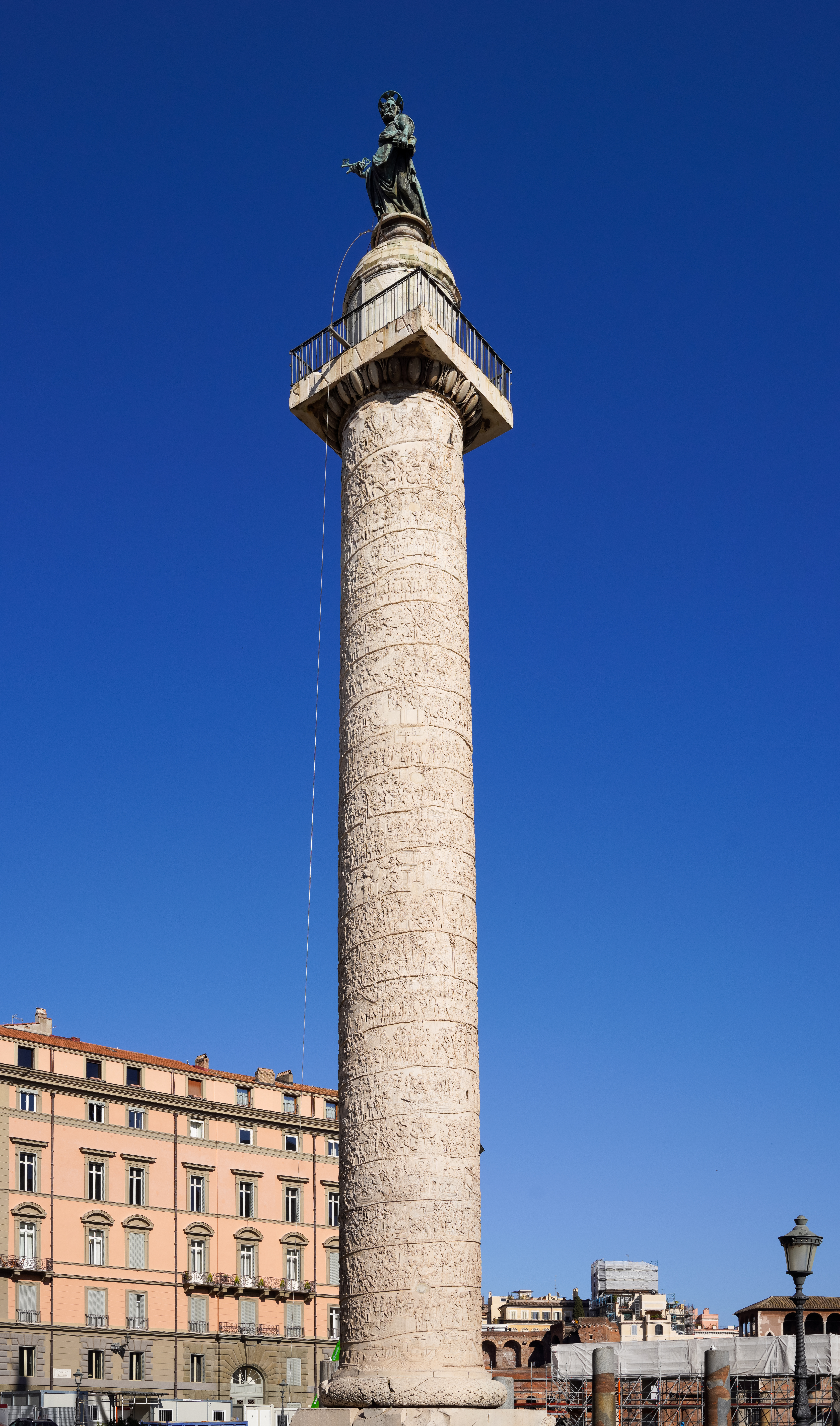
عمود تراجان

- السوق على سفح رابية الكوريريناليس.
- الميدان الفوروكم الترجاني.
- دار العدل الأولمبية.
- المكتبات.
- قوس النصر في مدينة أنكونا.
- إصلاح قناة من النيل إلى البحر.
- كتاب مؤلف في آلات الحصار أهداه لهدريانوس.
- تجفيف المستنقعات البونتية.

## من كتاب «أبولودوروس الدمشقي»
مقتطفات من كتاب «أبولودوروس الدمشقي» أعظم معماري في التاريخ القديم، للدكتور عدنان البني.
يرى ليونى هومو "أن التأثيرات الشرقية في سوريا تغيرت بسبب السلوقيين، وسعيهم في تعميم الثقافة الهيلينية، ولكن عند سقوطهم عادت تلك التقاليد الشرقية. وحاولت روما بعد سيطرتها على البحر المتوسط استبعاد هذه التأثيرات، فلم تفلح إلا في التخفيف من أثرها. لكن في القرن الأول الميلادي، وخاصة في القرن الثاني الميلادي ظهرت من جديد الموجة الشرقية في ميدان الفن.
وفي رأي بيانكي باندينيللي (إن أكثر الدفعات حيوية كانت تأتي غالباً من مقاطعات الشرق، سواء في الفكر أم في الفن، ومنها يأتي أنشط رجال السياسة وأكفأ الموظفين والقادة العسكريين.
وهذا التداخل بين روما والولايات " الشرقية" برز بشكل خاص في السلالة الأنطونية "سلالة ثرفا وتراجان وهدرياتوس، إلخ... لدرجة يستحيل معها النظر للفن الروماني بعد ذلك العصر، من زاوية النظر لروما وحدها).
ويذكر تاريخ كمبردج أن بعض العلماء يعتقدون (بأن سوريا في مجال العمارة كانت متقدمة على روما بل كانت بالنسبة لها النموذج الذي يحتذى.. وأن سوريا تفوقت على روما في عبقريتها المبدعة وفي معارفها التقنية وفي مهارة عمالها، ويفترض أن «أبولودور الدمشقي» قد اقتبس تصميمات المباني في سفح الكوريناليس عن موطنه الأصلي). يقول الشاعر اللاتيني جوفينال: إن العاصي السوري أخذ يصب مياهه منذ وقت طويل في نهر التيبر حاملاً معه لغته وعاداته.
وتكريمًا لهذا المهندس تصدر من دمشق مجلة أبولودور التي تعنى بالفن والعمارة والديكور، وهذا جزء بسيط من مشروع تكريم أبولودور من أبناء مدينته دمشق.